# Jajko (kulinaria)

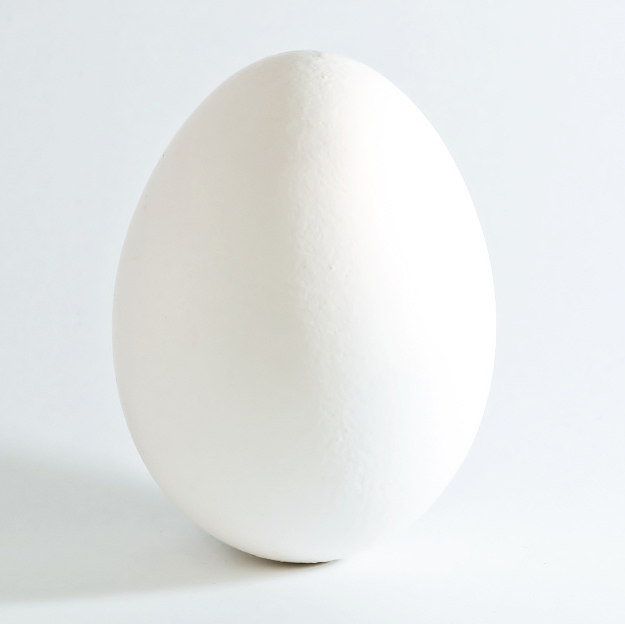
Jajko kurze

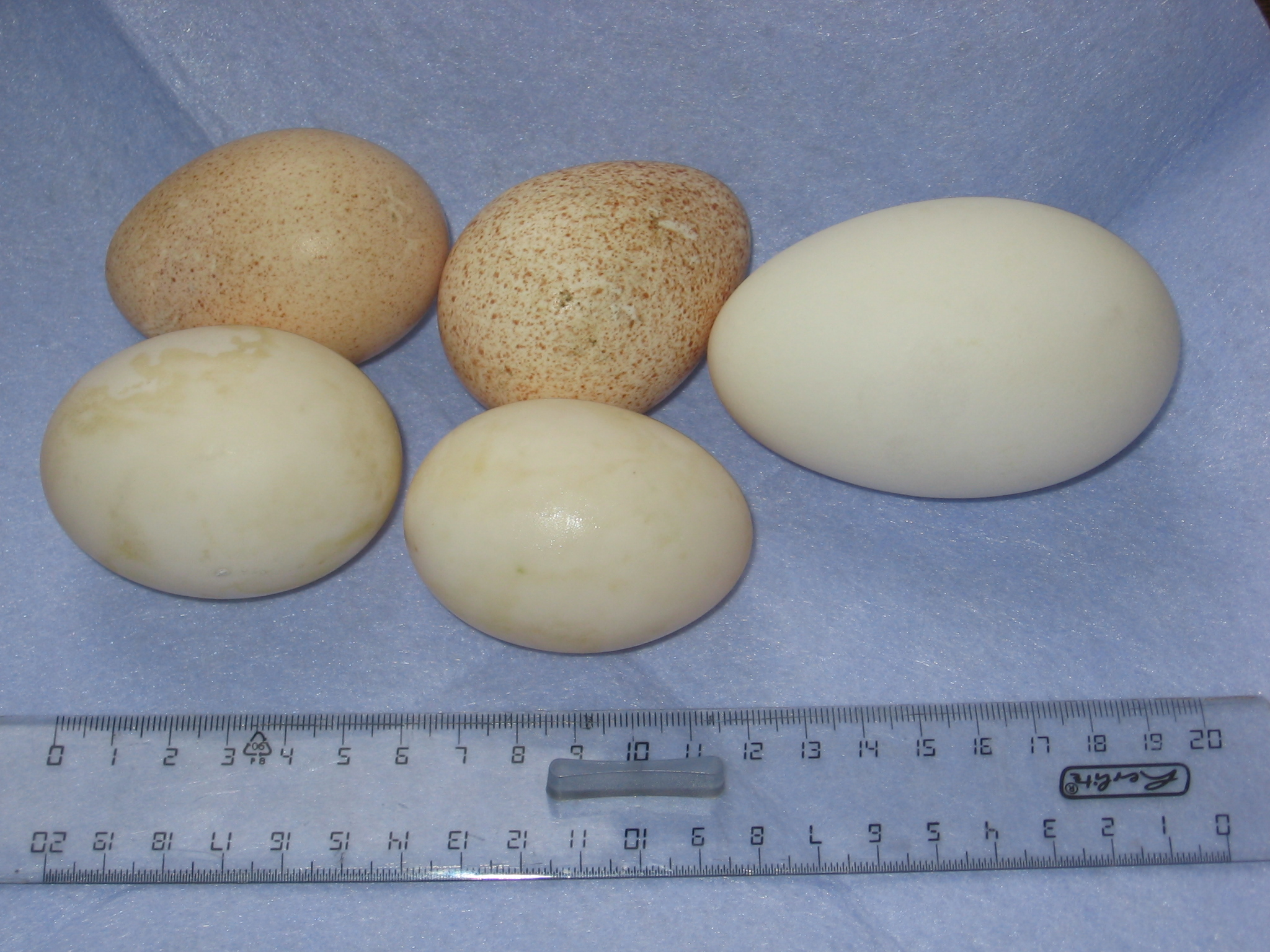
Jajka indycze (u góry), kacze (na dole) i gęsie (z prawej)

Jajko – produkt spożywczy będący podstawą wielu potraw, który jest bogatym źródłem substancji odżywczych. W Polsce najczęściej spożywa się jaja kurze, a także kacze, gęsie, przepiórcze i indycze. Jaja drobiowe towarzyszą człowiekowi od początku jego istnienia. Jaja rybie (ikra) w postaci kawioru uważane są za wyrafinowany przysmak.

## Właściwości fizykochemiczne i odżywcze jaj kurzych
Przeciętne jajo kurze waży ok. 50 g, w tym skorupka i błony 5 g. Gęstość względna zależy od jego wieku i waha się w przedziale 1000–1096 g/dm³. Białko rozpuszcza się w wodzie, natomiast żółtko w rozcieńczonych solach. Temperatura zamarzania jaja waha się w granicach od −0,7 do +0,8 °C. Przybliżona temperatura zamarzania żółtka wynosi −0,6 °C, a białka −0,45 °C. W podwyższonych temperaturach jajko ścina się; żółtko w temperaturze 65–70 °C, a białko w 60–70 °C.
Według danych USDA National Nutrient Database, jajo kurze składa się średnio w 74,8% z wody, 12,6% z białka, 10,0% z tłuszczu (z czego 3,8% to tłuszcze jednonienasycone, 3,1% tłuszcze nasycone, 1,4% wielonienasycone, a ok. 0,42% to cholesterol), w 1,1% z węglowodanów (prawie wyłącznie cukrów prostych). 100 gramów jajek ma 147 kcal.
Należą do najbardziej trwałych surowców pochodzenia zwierzęcego. Zawierają biologicznie czynne związki, w tym lizozym, cystatynę, albuminy, owotransferynę, immunoglobuliny oraz fosfolipidy, a także składniki odżywcze (witaminy A, B2, B6, B12, D, E, K) i mineralne (żelazo, fosfor, wapń i potas). W ich skład wchodzą również nienasycone kwasy tłuszczowe n-3 i n-6.

## Jaja w kulinariach

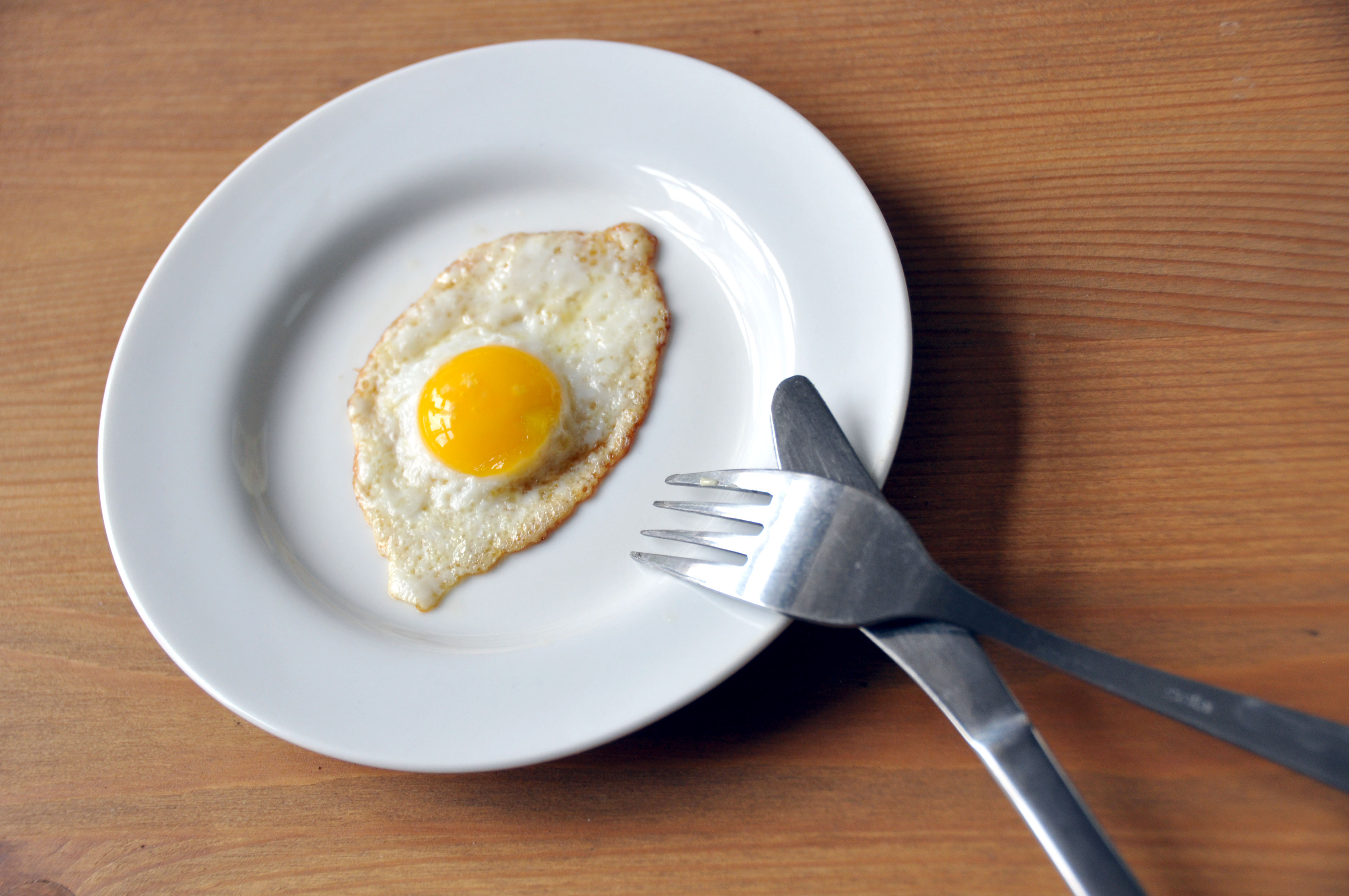
Jajko sadzone

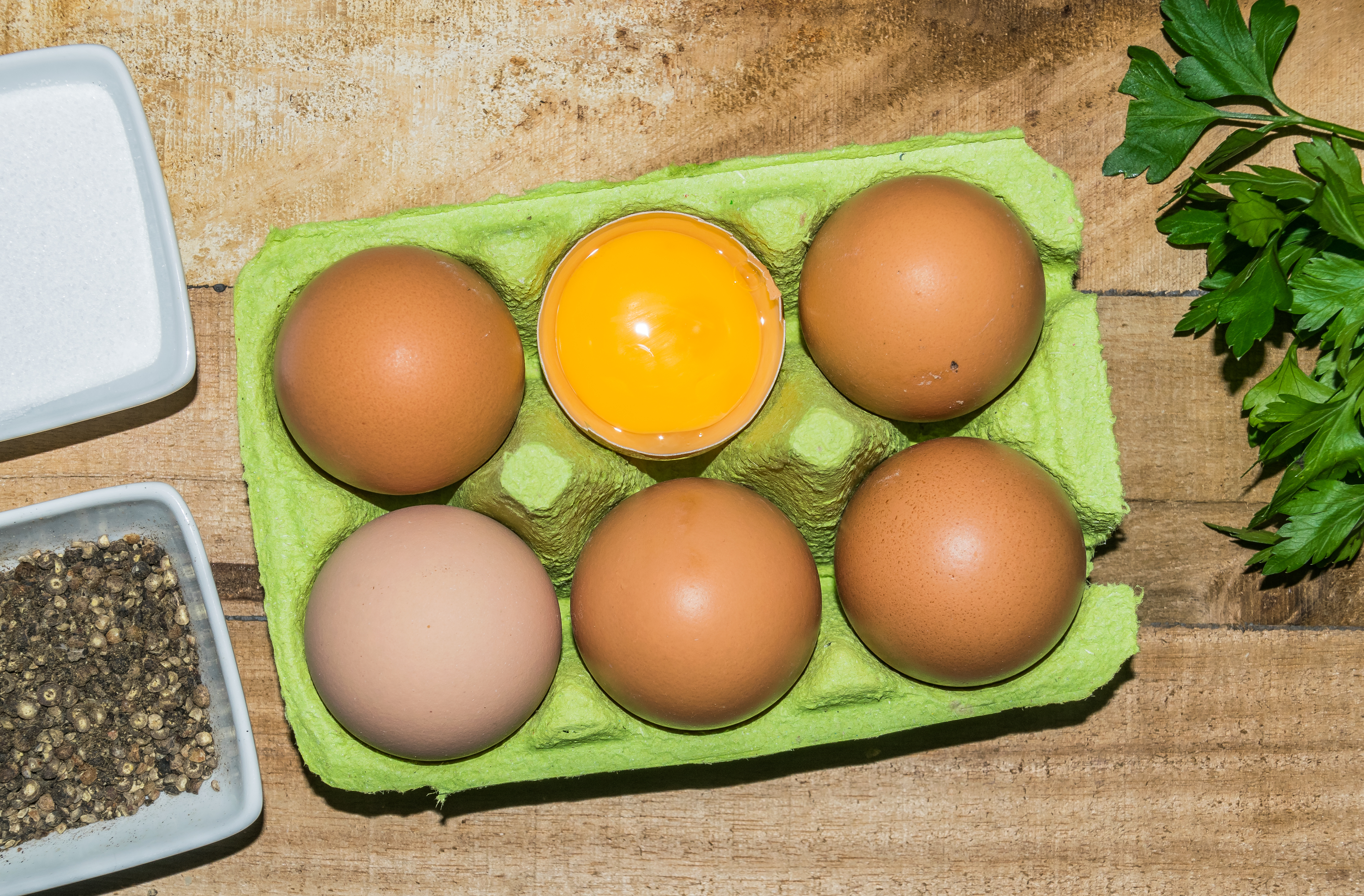
Jajka kurze

### Jako potrawy samodzielne
Jaja smażone
- jajko sadzone: Jajo po ostrożnym rozbiciu skorupki – tak by nie uszkodzić błonki otaczającej żółtko – smaży się na rozgrzanym tłuszczu, ścinając tylko białko.
- jajecznica: Jaja po rozbiciu smaży się mieszając i dodając przyprawy, często dodaje się także warzywa, mięsa, ser, grzyby, mleko, kiełbasę.
- omlet naturalny (omlet francuski): W porcji dla jednej osoby to: jedno jajo, łyżka wody lub mleka oraz szczypta soli. Wylewa się na patelnię z niedużą ilością rozgrzanego masła lub oleju i podgrzewa. Powierzchnia omletu ma zostać galaretowata, a spód zrumieniony.

Jaja gotowane
- jajko na miękko: charakteryzuje się ściętym białkiem i płynnym żółtkiem, spożywane po usunięciu skorupki tylko z jednego z wierzchołków, często potrawa ta jest urozmaicana – do płynnego żółtka dodaje się odrobinę masła.
- jajko na twardo: jajko wraz ze skorupką gotowane w wodzie przez 7-8 minut licząc od momentu zagotowania wody[3]. Mogą być spożywane jako samodzielna przekąska (po obraniu ze skorupki), są też nieodłącznym składnikiem wielu potraw.
  - jajo faszerowane: ugotowane jaja, przecięte wzdłuż wraz ze skorupką, posiekane drobno wraz z dodatkami, natką pietruszki, smażoną cebulą, bułką tartą i przyprawami wkładane są ponownie do połówek skorupek i odsmażane. Popularna w polskiej kuchni gorąca przekąska z gotowanych na twardo jajek.
  - kotlety z jaj ugotowanych na twardo
  - pasta jajeczna: jajka na twardo, obrane, zmielone, wymieszane z masłem lub majonezem, do smarowania kanapek (zob. pasta kanapkowa).
- jajko na półtwardo (mollet): Gotuje się tak jak na twardo, ale czas gotowania od chwili zawrzenia wynosi 4-6 minut (dotyczy jajek w temperaturze pokojowej, w przypadku jajek świeżo wyjętych z lodówki czas gotowania należy wydłużyć nawet o 2-3 minuty)[4].
- jajko w koszulce: jajko gotowane bez skorupki w wodzie z dodatkiem octu do chwili ścięcia się białka.
- jajka herbaciane, jaja marmurkowe: jaja gotowane na twardo, w trakcie gotowania kruszona jest (bez odrywania) skorupka i dodawane do wody przyprawy – głównie herbata, anyż gwiaździsty, kminek, sól. Proces gotowania trwa około godzinę, jaja pozostawia się w wywarze do wystygnięcia, po czym obiera ze skorupek.

Inne

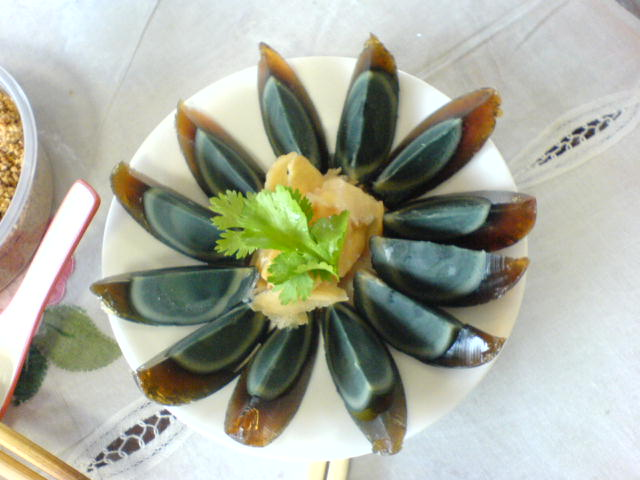
Jajo stuletnie

- stuletnie jajo, jajo na niebiesko, jajo po chińsku, chiń. pídàn: Jaja (zwykle kacze) poddawane przez kilka tygodni fermentacji w mieszaninie wapna, słomy ryżowej i naparu herbaty – chiński przysmak towarzyszący chińskiej kulturze od wieków.
- jajko kiszone: jaja ugotowane na twardo po dokładnym pokruszeniu skorupki (bez jej odrywania), gotowane następnie w osolonej wodzie z dużą ilością kminku, następnie przełożone do naczynia szklanego lub kamionkowego, zalane wywarem z drugiego gotowania i odstawione do ukiszenia na kilka tygodni. Popularna w kuchni berlińskiej zakąska do piwa[5].
- balut: jaja, najczęściej kacze, z w pełni ukształtowanym zarodkiem, jeden z przysmaków kuchni azjatyckich, głównie wietnamskiej, filipińskiej i chińskiej[6].
- kogel-mogel (deser): żółtka jaj ucierane z cukrem i ewentualnie różnymi dodatkami, mieszane z ubitym na sztywną pianę białkiem.

### Jako składniki potraw
Poza tym jajka są jednym z podstawowych składników ciast i budyniów. Wchodzą także w skład wielu deserów (sufletów, kremów, lodów), sosów słodkich i wytrawnych, nadzień do quiche, kotletów, panierek, zaprawia się nimi zupy. Przygotowuje się z nich napoje, np. likier jajeczny advocaat, egg nog, kawa z żółtkiem, różne koktajle „odżywcze”.

### Zbuk
Zepsute, nienadające się do konsumpcji jajko potocznie określa się mianem „zbuka”; inne określenia, w różnych gwarach polskich, to „bołtun”, „zapartek”, „purtko”.

## Kategoryzacja jaj kurzych (Polska)[8]

### Klasy jaj
- klasa A – jaja świeże; charakteryzujące się czystą, nieuszkodzoną skorupką; wysokość komory powietrznej jaja klasy A nie może przekraczać 6 mm, białko powinno być przezroczyste i klarowne;
- klasa dodatkowa A-Ekstra, dla jajek klasy A nie starszych niż 9 dni (licząc od dnia ich zniesienia); wysokość komory powietrznej jaja klasy A nie może przekraczać 4 mm
- klasa B – jaja utrwalone lub drugiej klasy; wysokość komory powietrznej jaja klasy B nie może przekraczać 9 mm;
- klasa C – jaja niesortowane, dla przemysłu

### Oznakowanie na skorupce

#### Klasa A

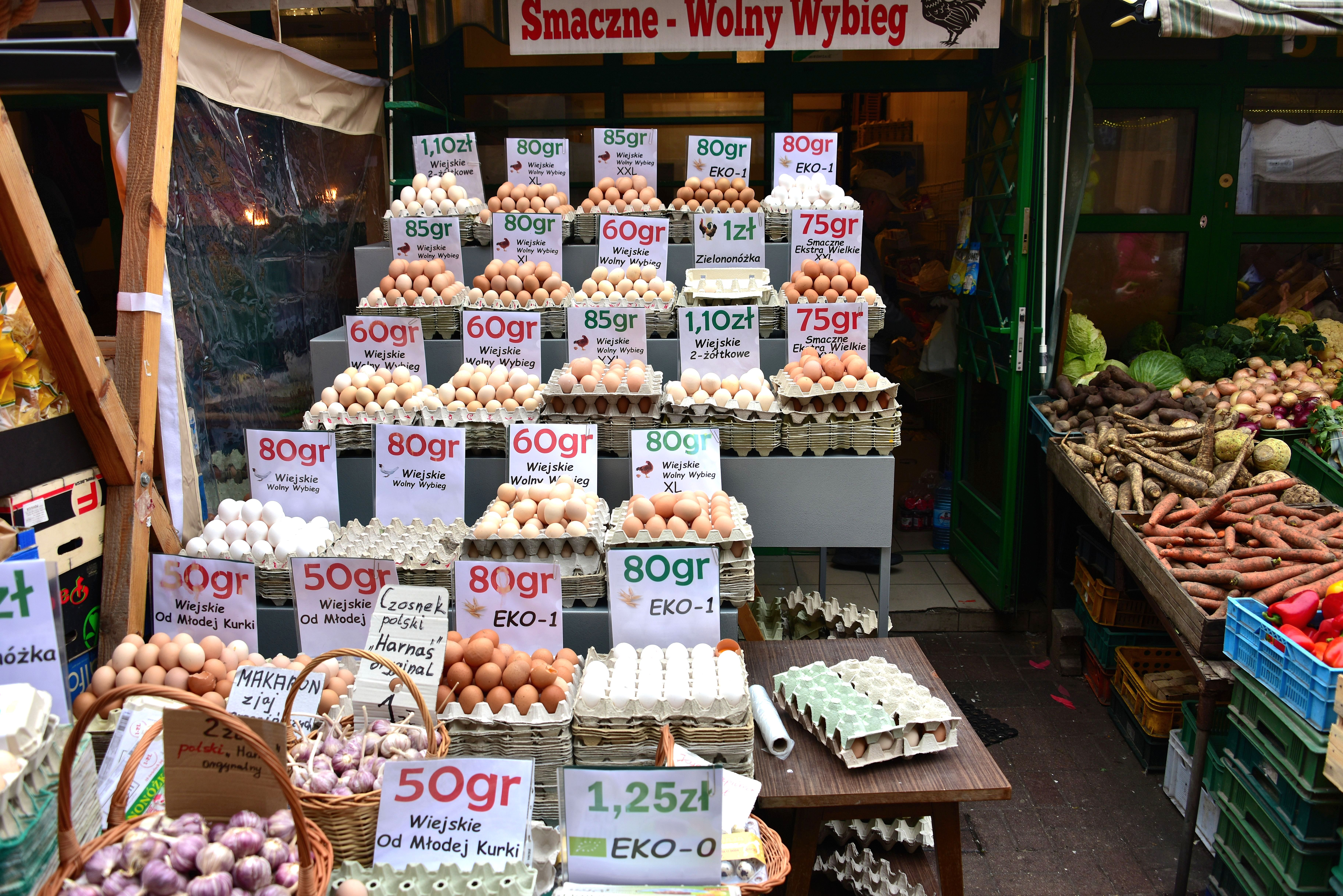
Sprzedaż jaj z chowu na wolnym wybiegu przy Hali Mirowskiej w Warszawie

Jaja kurze klasy A, czyli przeznaczone do handlu detalicznego, muszą być oznaczone na skorupie numerami wyróżniającymi. Numer taki składa się z kodu systemu chowu, kodu państwa oraz oznaczenia zakładu.
Kod systemu hodowli (tzw. „systemu utrzymania kur”):
- 0 – jaja z produkcji ekologicznej
- 1 – jaja z chowu na wolnym wybiegu
- 2 – jaja z chowu ściółkowego
- 3 – jaja z chowu klatkowego.

Kod państwa członkowskiego Unii Europejskiej (np. PL) w której zarejestrowany jest zakład.
Na oznaczenie zakładu (weterynaryjny numer identyfikacyjny) składają się:
- kod województwa (dwie cyfry)
- kod powiatu (dwie cyfry)
- kod zakresu działalności (dwie cyfry)
- kod firmy w danym powiecie (dwie cyfry).

#### Klasy B i C
- na skorupkach jaj klasy B nie chłodniczych i nie utrwalonych umieszcza się literę B w kole o średnicy co najmniej 12 mm;
- na skorupkach jaj klasy B chłodniczych (tzn. schłodzonych w pomieszczeniach o temperaturze 5 °C) umieszcza się trójkąt równoboczny o długości boku co najmniej 10 mm;
- na skorupkach jaj klasy B utrwalonych (w mieszaninie gazów różniącej się od składu atmosferycznego powietrza) umieszcza się romb o przekątnych 16 i 7 mm;
- na skorupkach jaj klasy C umieszcza się literę C w kole o średnicy co najmniej 12 mm

### Klasyfikacja według masy
Od 1 sierpnia 1996 roku jaja spożywcze klasy A klasyfikowane są według wagi (określonej najczęściej na opakowaniu) w następujący sposób:
- XL – bardzo duże: 73 g i więcej
- L – duże: od 63 g do 73 g
- M – średnie: od 53 g do 63 g
- S – małe: poniżej 53 g.